# Jean Cousin den äldre
Jean Cousin den äldre, död 1560, var en fransk konstnär. Han var far till Jean Cousin den yngre.
Cousin var anlitad som glasmålare, bland annat i katedralen i Sens samt för tapetvävnader och annat. Han utförde uppskattade träsnitt och utgav ett för sin tid betydelsefullt, med träsnitt illustrerat, arbete, Livre de perspective. Han framträdde även som målare under italienskt inflytande.